# Hallandale Beach
Hallandale Beach est une ville située dans le comté de Broward, en Floride, aux États-Unis. Lors du recensement de 2010, sa population s’élevait à 37 113 habitants.

## Histoire
La région a d’abord été peuplée par les Amérindiens Séminoles. La localité, fondée sous le nom de Hallandale, a été nommée en hommage à Luther Halland, un employé de la Florida East Coast Railroad, la ligne de chemin de fer qui a contribué au développement de cette partie de l’État. La zone a été peuplée tardivement et lentement, principalement par des Scandinaves. En août 1999, le nom de la ville a été changé de Hallandale en Hallandale Beach. 
De nos jours, la ville est un lieu de retraite prisé des Américains et surtout des Canadiens, d’où son surnom de « ville canadienne la plus méridionale ».

## Gulfstream Park
Hallandale Beach est célèbre pour son Gulfstream Park, où ont lieu des courses de chevaux depuis 1939 ainsi que des concerts. 

### Pegasus Park
À l'entrée du parc Gulfstream, a été érigé en 2014 un groupe de sculpture, Pégase écrasant le dragon composé d'une statue géante en bronze de Pégase, le cheval ailé de la  mythologique grecque, prêt à piétiner un dragon. La structure entière pèse 715 tonnes. Le cheval est d'une hauteur de 33,52 mètres, ce qui en fait la statue équestre la plus grande du monde et la deuxième plus grande statue des États-Unis après la statue de la Liberté. La sculpture est localisée à Gulfstream Park and Casino, 901 South Federal Hwy., Hallandale Beach.

## Démographie
| 1930  | 1940  | 1950  | 1960   | 1970   | 1980   |
| ----- | ----- | ----- | ------ | ------ | ------ |
| 1 012 | 1 827 | 3 886 | 10 483 | 23 849 | 36 517 |

| 1990   | 2000   | 2010   | - | - | - |
| ------ | ------ | ------ | - | - | - |
| 30 996 | 34 282 | 37 113 | - | - | - |

## Source
- (en) Cet article est partiellement ou en totalité issu de l’article de Wikipédia en anglais intitulé « Hallandale Beach, Florida » (voir la liste des auteurs).